# Színes fátyol (film, 1934)
A Színes fátyol (eredeti cím: The Painted Veil)  1934-ben bemutatott fekete-fehér, amerikai romantikus film. A főszerepben Greta Garbo, Herbert Marshall, George Brent, Warner Oland és Jean Hersholt látható.
A film története az 1925-ös, azonos című Somerset Maugham regényből származik.

## Cselekménye
Az 1920-as, 1930-as évek.
Miután nővére, Olga férjhez megy és elhagyja a családi otthont, Katrin Koerber (Greta Garbo), egy osztrák orvosprofesszor lánya a magányossággal küzd és izgalmasabb életről ábrándozik. Amikor Dr. Walter Fane, egy brit bakteriológus megkéri a kezét, és hogy menjen vele Hongkongba, beleegyezik, bár nem szerelmes a férfiba.
Ahogy az ifjú házasok megérkeznek Hongkongba, Katrin belecsöppen a helyi társasági életbe (bridzsparti a kint dolgozó európaiak feleségeivel), Walter pedig elmerül az orvosi kutatásaiban. Katrin azonnal Jack Townsend, a boldogtalan házas brit attasé romantikus célpontja lesz, aki folyamatosan udvarol neki. Katrin eleinte nem veszi komolyan a dolgot és viccelődik a férfival. Jack megmutatja neki a város nevezetességeit és egy boltban megcsókolja. Katrin elutasítja a közeledését és hazamegy. Nemsokára azonban elmegy a férfival a helyi legnagyobb ünnepet, egy buddhista fesztivált megnézni. Jack szerelmet vall Katrinnak, és a nő elismeri, hogy nem szerelmes a férjébe.
Otthon Katrin hűvösen bánik a férjével, és szemére hányja, hogy későn jár haza és mindig fáradt. Másnap Walter hamarabb megy haza, azonban felesége hálószobáját zárva találja, és látja, hogy az asztalon Jack kalapja van. Aznap este Walter elmondja gyanúját Katrinnak, aki elismeri, hogy szerelmes lett Jackbe. Walter felajánlja a válást Katrinnak, azzal a feltétellel, ha Jack írásba adja, hogy elválik a feleségétől és feleségül veszi Katrint. Amikor Katrin elmondja Walter feltételét Jacknek, a férfi azzal érvel, hogy egy válás tönkretenné a karrierjét.
Walter azt javasolja, hogy menjenek együtt Kína járványveszélyes körzetébe, ahol kolera szedi az áldozatait. Katrin kénytelen beleegyezni, mivel az alternatíva az lenne, hogy elválik és egyedül visszamegy az apjához. Ahogy Walter a járvánnyal és a kínai bürokráciával küzd, a pár tagjai egyre közelebb kerülnek egymáshoz. Walter és Katrin is átértékeli a kapcsolatukat, fontossá válnak egymás számára. Walter elmondja Katrinnak, hogy még mindig szereti, és felajánlja neki, hogy utazzon vissza Hongkongba, ahol biztonságban lesz. A nő azonban titokban ott marad a járvány helyszínén és egy árvaházban kezd dolgozni, mint ápolónővér. Walter ezalatt egy távoli, folyómenti faluba utazik, ahol a járvány gócpontja van, és azt igyekszik elérni, hogy a katonaság égesse fel a falut, hogy a járvány terjedését megfékezzék.
Jack a járványról szóló híreket olvasva elhatározza, odautazik, hogy találkozzon Katrinnal. Walter visszatér a folyó menti faluból, amit leégettek, azonban a lakosság lázadozik az eljárással szemben, zavargás tör ki. Walter örömmel veszi észre, hogy Katrin ott maradt és nem utazott el. A zavargásokban Waltert egy késsel mellbe döfik. Katrin nehezen a közelébe jut. A betegszoba előtt találkozik Jackkel, és elmondja neki, hogy csak a férjét szereti. Jack távozása után Katrin bemegy a férjéhez és elmondja neki, hogy szerelmes belé.

## Szereposztás
| Szereplő                            | Színész             | Magyar hang     |
| ----------------------------------- | ------------------- | --------------- |
| Katrin Koerber Fane                 | Greta Garbo         | Almási Éva      |
| Dr. Walter Fane                     | Herbert Marshall    | Lőte Attila     |
| Jack Townsend                       | George Brent        | Fülöp Zsigmond  |
| Yu tábornok                         | Warner Oland        | Györffy György  |
| Herr Koerber                        | Jean Hersholt       | Képessy József  |
| Frau Koerber                        | Bodil Rosing        | Győri Ilona     |
| Mrs. Townsend                       | Katherine Alexander | N/A             |
| Olga Koerber, Heinrich menyasszonya | Cecilia Parker      | Hámori Ildikó   |
| Amah, Fane szolgája                 | Soo Yong            | Czigány Judit   |
| Waddington megbízott                | Forrester Harvey    | Zenthe Ferenc   |
| Dr. Simons                          | Herbert Farjeon     | Kenderesi Tibor |
| Dr. Somerset                        | Olaf Hytten         | Miklósy György  |
| Shay Key Fong                       | Keye Luke           | Kovács István   |
| Lord Coldchester                    | Henry Mowbray       | Somogyvári Pál  |
| Lovász                              | Terry Spencer       | Szoó György     |
| Dr. Jupie                           | Lee Tinn            | Dobák Lajos     |

## Megjelenése
A film DVD-n 1990. november 21-én jelent meg.

## Bevételek
1 658 000 amerikai dollár.

## Forgatási helyszínek
- Kína (a háttérfelvételek helyszíne)
- A Metro-Goldwyn-Mayer stúdiói – 10202 W. Washington Blvd., Culver City, Kalifornia, USA

## Fordítás
Ez a szócikk részben vagy egészben  a   The Painted Veil (1934 film) című angol Wikipédia-szócikk fordításán alapul.  Az eredeti cikk szerkesztőit annak laptörténete sorolja fel. Ez a jelzés csupán a megfogalmazás eredetét és a szerzői jogokat jelzi, nem szolgál a cikkben szereplő információk forrásmegjelöléseként.